# Ománská fotbalová reprezentace
Ománská fotbalová reprezentace (arabsky منتخب عمان لكرة القدم‎) reprezentuje stát Omán na mezinárodních fotbalových turnajích jako jsou mistrovství světa a Mistrovství Asie ve fotbale. Reprezentace spadá pod správu Ománského fotbalového svazu. Jistou dobu ji trénoval bývalý český fotbalista a nynější trenér Milan Máčala. Ke dni 26. května 2010 ji v žebříčku FIFA náležela 91. pozice. Nejlepšího umístění v témže žebříčku dosáhla reprezentace v srpnu 2004 (50. místo), nejnižšího umístění pak v červenci 2003 (117. místo). Ománská reprezentace se dosud neúčastnila žádného mistrovství světa. Zpočátku, po skončení Dafárského povstání, se Omán neúčastnil ani kvalifikace. Do kvalifikačních bojů na mistrovství světa 1986 v Mexiku se sice přihlásil, nicméně později odstoupil. Následující roky až do současnosti do kvalifikačních bojů zasahuje, ale zatím bezúspěšně.

## Mistrovství světa
| Rok    | Účast                                           | Soupisky |
| ------ | ----------------------------------------------- | -------- |
| 1970   | Bez účasti                                      |          |
| 1974   | Bez účasti                                      |          |
| 1978   | Bez účasti                                      |          |
| 1982   | Bez účasti                                      |          |
| 1986   | Vzdali                                          |          |
| 1990   | Nepostoupili z kvalifikace                      |          |
| 1994   | Nepostoupili z kvalifikace                      |          |
| 1998   | Nepostoupili z kvalifikace                      |          |
| 2002   | Nepostoupili z kvalifikace                      |          |
| 2006   | Nepostoupili z kvalifikace                      |          |
| 2010   | Nepostoupili z kvalifikace                      |          |
| 2014   | Nepostoupili z kvalifikace                      |          |
| 2018   | Nepostoupili z kvalifikace                      |          |
| 2022   | Nepostoupili z kvalifikace                      |          |
| Celkem | Účast – 0× Zlato – 0×, Stříbro – 0×, Bronz – 0× |          |